# Dorfkirche Lothra

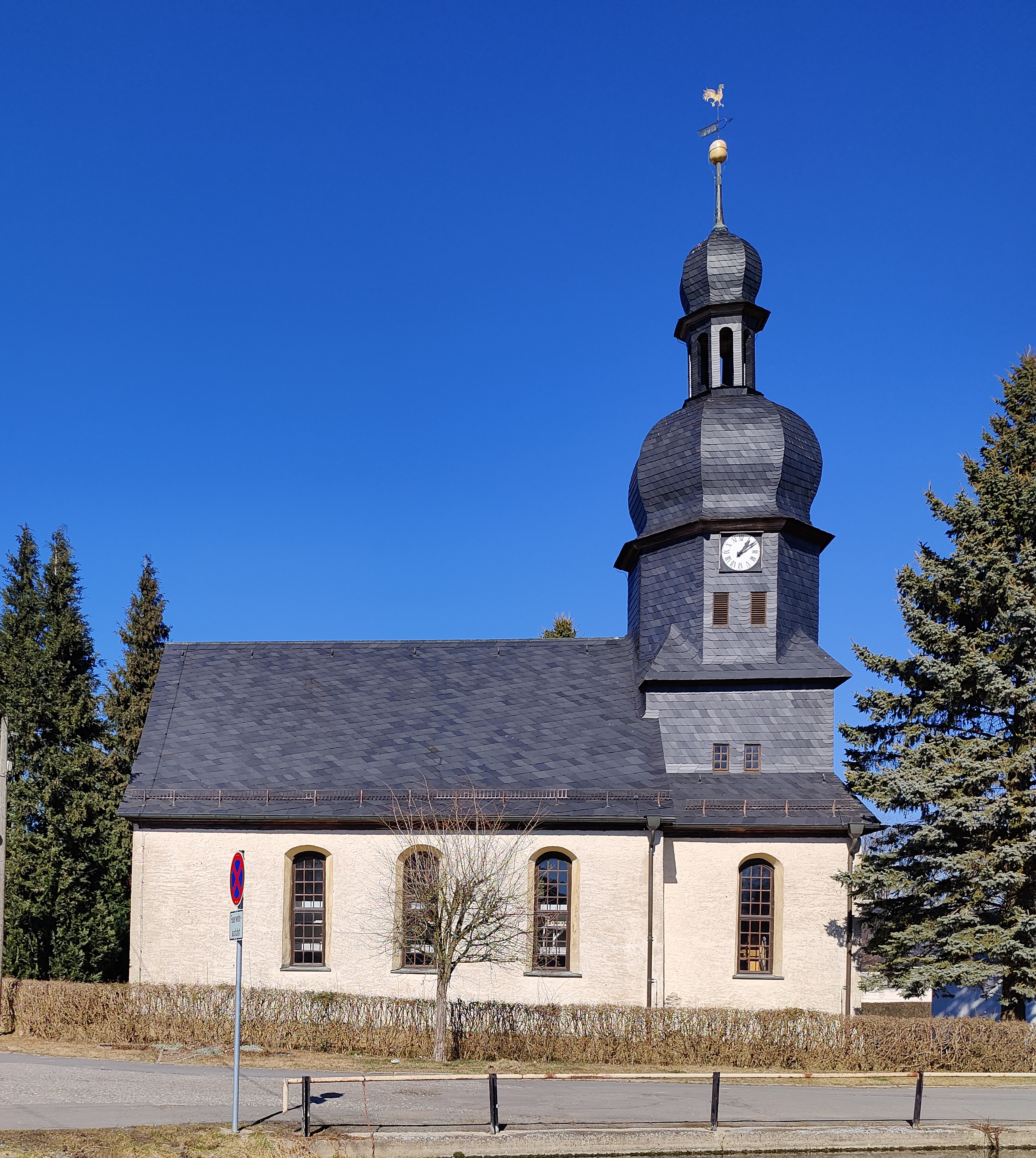
Dorfkirche Lothra

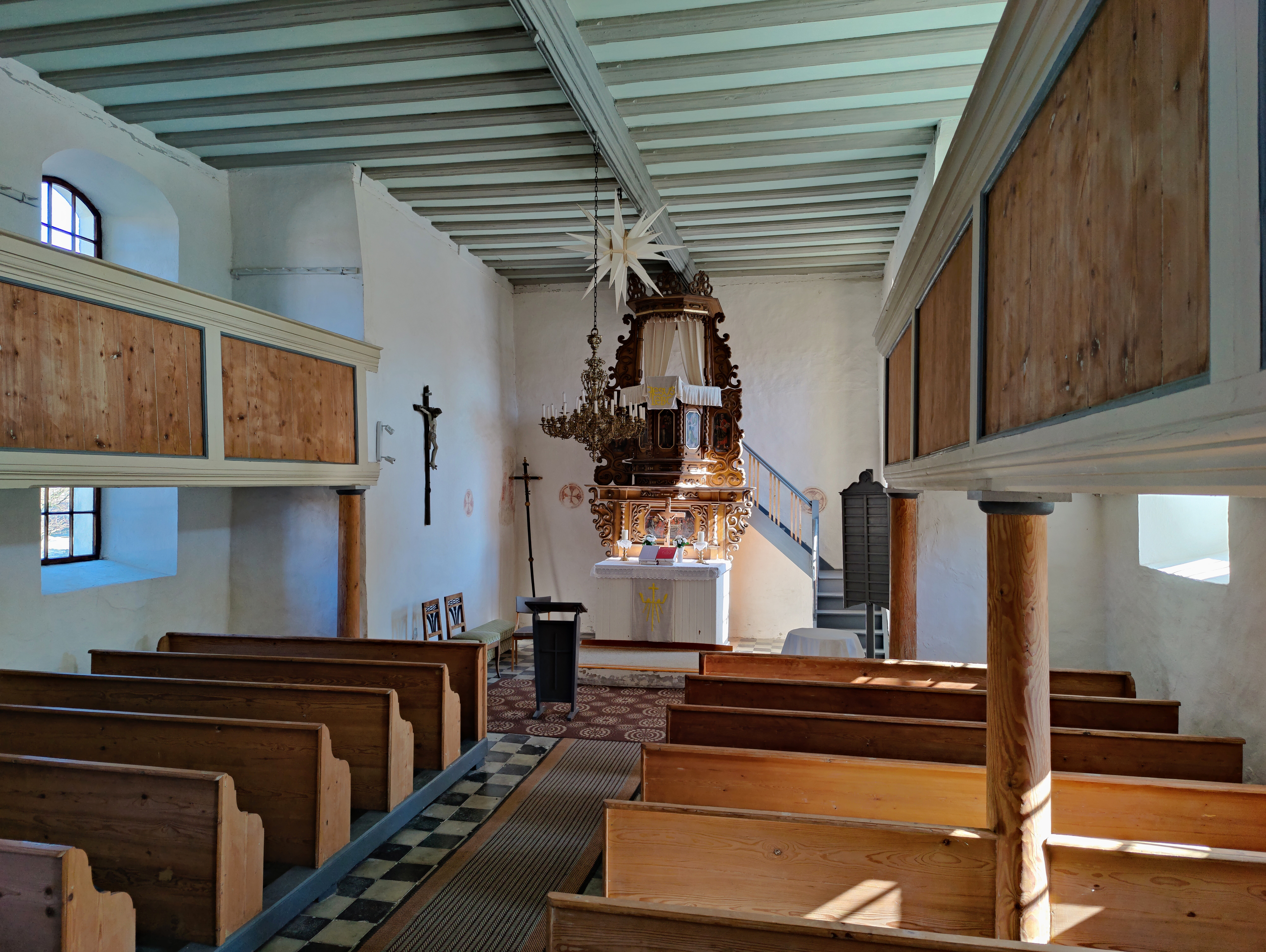
Innenraum (2022)

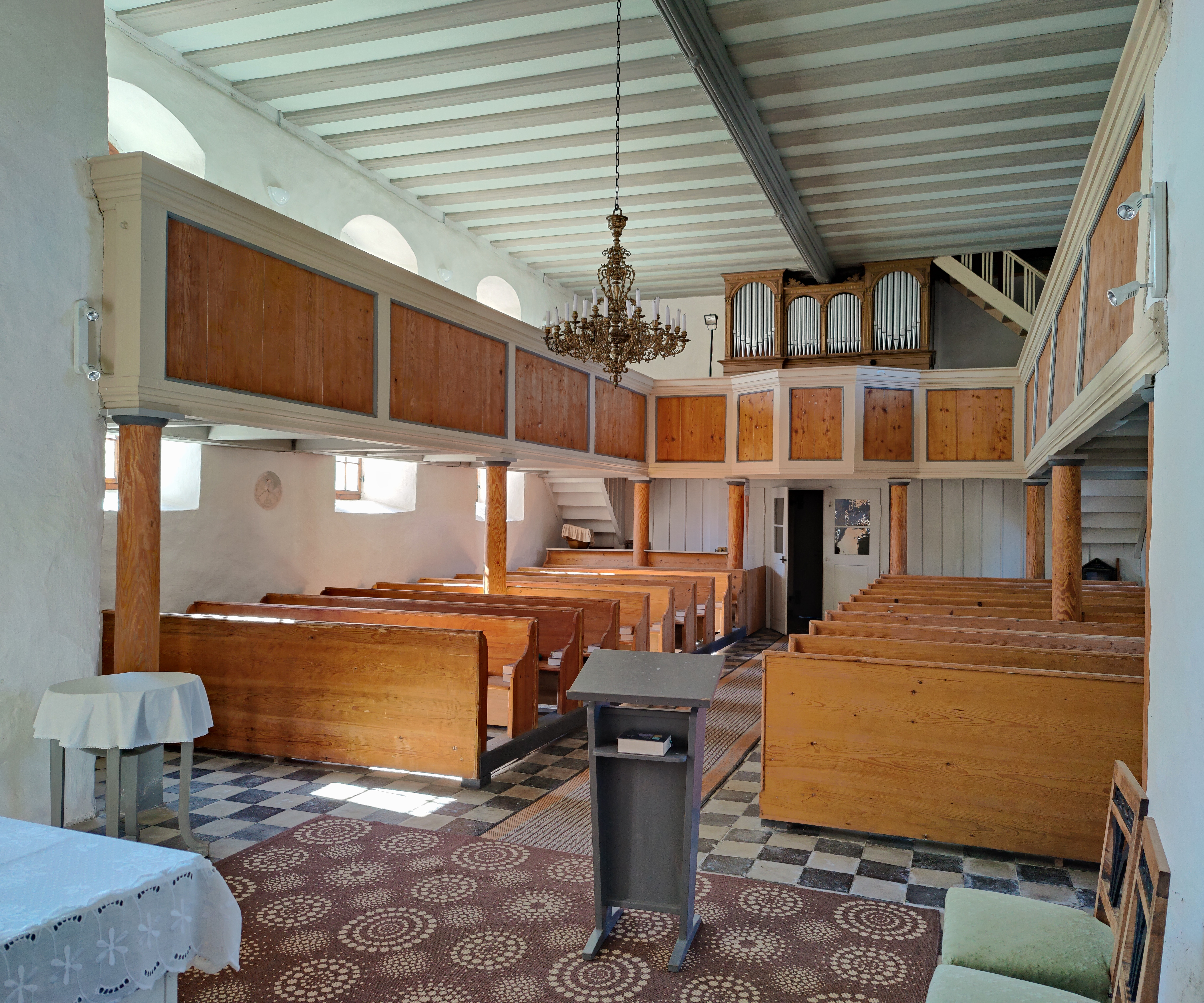
Blick zur Orgel

Die evangelisch-lutherische Kirche Lothra steht in Lothra, einem Ortsteil von Drognitz im Landkreis Saalfeld-Rudolstadt von Thüringen. Die Kirchengemeinde Lothra gehört zum Pfarrbereich Drognitz im Kirchenkreis Rudolstadt-Saalfeld der Evangelischen Kirche in Mitteldeutschland.

## Beschreibung
Die Saalkirche hat einen eingezogenen, auf die romanische Kirche zurückgehenden Chor, auf dem sich der Chorturm erhebt. Um 1701 wurde das Langhaus umgebaut. 1834 wurde die Kirche renoviert und die seitlichen Kapellen wurden abgebrochen. Das Langhaus ist mit einem schiefergedeckten Satteldach bedeckt. Der Turm hat einen achtseitigen Aufsatz mit der Turmuhr und der Glockenstube. Darauf sitzt eine bauchige Haube, die von einer Laterne bekrönt ist. 
Der Innenraum hat eine Hufeisenempore und wird von einer Flachdecke überspannt. Zur Kirchenausstattung gehört ein Kanzelaltar vom Anfang des 18. Jahrhunderts. Die Orgel mit 6 Registern, verteilt auf ein Manual und Pedal, wurde 1880 (andere Quelle: nach 1890) von Carl Friedrich Zillgitt gebaut.